# Joseph Georg Beer

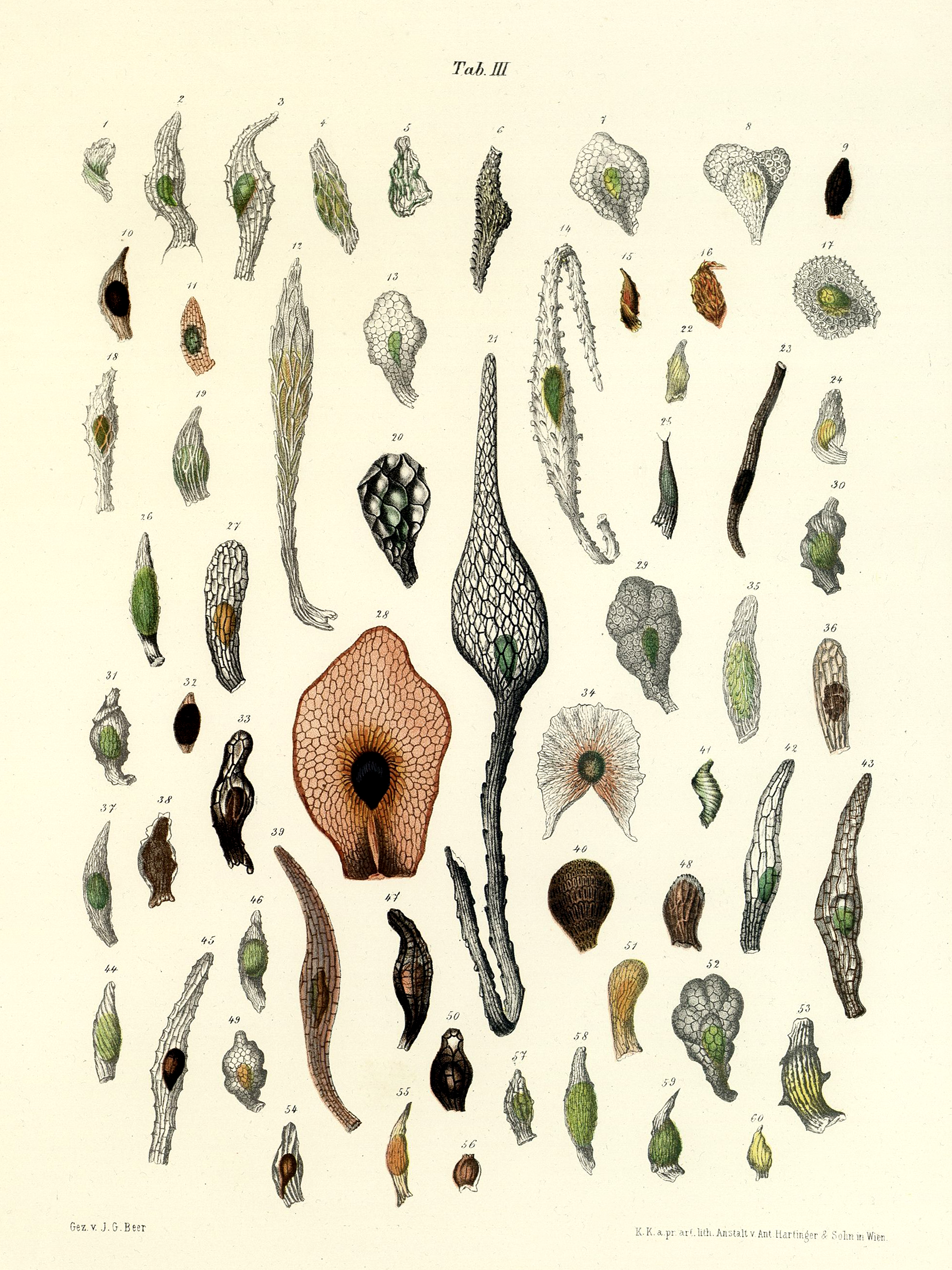
Tafel aus Beers Werk „Beiträge zur Morphologie und Biologie der Familie der Orchideen“

Joseph Georg Beer, manchmal auch fälschlich Johann Georg Beer zitiert, (* 3. Juli 1803 in Wien; † 13. März 1873 ebenda) war ein österreichischer Botaniker. Sein offizielles botanisches Autorenkürzel lautet „Beer“.
Beer erbte von seinem Vater ein Modewarengeschäft in Wien, überließ dieses aber 1843 einem Freund und wandte sich der Botanik zu, in der er sich autodidaktisch weiterbildete (unterstützt durch Eduard Fenzl und Franz Unger). Er war kaiserlicher Rat in Wien und Amateurbotaniker, bekannt für Beiträge über Orchideen und Bromeliengewächse, die er auch in Südamerika sammelte. Seine erste Veröffentlichung erschien 1854 (über Orchideen). In den 1860er Jahren war er Generalsekretär der k.u.k. Gartenbau-Gesellschaft in Wien. Seine Studien verschaffen ihm in Wien und international Anerkennung. Bei seinem Tod war er Mitglied der Kommission für die große Gartenbauausstellung in Wien.
Er war einer der ersten Botaniker, der sich mit den Samen der Orchideen befasste und ihre unterschiedlichen Formen unter dem Mikroskop in Zeichnungen festhielt.
Er war Mitglied der Leopoldina und erhielt die kaiserlich österreichische goldene Gelehrten-Medaille und die königlich preußische große goldene Medaille der Wissenschaft.

## Schriften
- Praktische Studien an der Familie der Orchideen, 1854
- Beiträge zur Morphologie und Biologie der Familie der Orchideen, Wien 1863, Biodiversity Library
- Die Familie der Bromeliaceen. Nach ihrem habituellen Charakter bearbeitet mit besonderer Berücksichtigung der Ananassa, Wien 1857
- Grundzüge der Obstbaumkunde 1872